# Gaiety Theatre
El Gaiety Theatre (Teatre Alegria) és un teatre situat a South King Street, a Dublín, (Irlanda), prop de Grafton Street i Park St Stephen's Green. Teatre especialitzat en òperes i musicals i, a vegades, en les obres dramàtiques. Va ser dissenyat per Charles J. Phipps i construït en tan sols 7 mesos. Va ser inaugurat el 27 de novembre de 1871.